# Israëlisch voetbalelftal onder 21 (mannen)
Het Israëlisch voetbalelftal onder 21 is een voetbalelftal voor spelers onder de 21 jaar. Spelers die ouder zijn mogen echter wel meedoen als zij maximaal 21 jaar zijn op het moment dat de kwalificatie voor een toernooi begint. Zo kunnen er dus spelers van 23 jaar aan een toernooi meedoen. Het elftal probeert zich om de twee jaar te plaatsen voor het EK onder 21. In 2007 is het land voor het eerst aanwezig op het hoofdtoernooi.

## Coaches
- 2022 - heden : Guy Luzon

## Europees kampioenschap
- 1976 : Niet gekwalificeerd (U23)
- 1978 : Niet gekwalificeerd
- 1980 : Niet gekwalificeerd
- 1982 : Niet gekwalificeerd
- 1984 : Niet gekwalificeerd
- 1986 : Niet gekwalificeerd
- 1988 : Niet gekwalificeerd
- 1990 : Niet gekwalificeerd
- 1992 : Niet gekwalificeerd
- 1994 : Niet gekwalificeerd
- 1996 : Niet gekwalificeerd
- 1998 : Niet gekwalificeerd
- 2000 : Niet gekwalificeerd
- 2002 : Niet gekwalificeerd
- 2004 : Niet gekwalificeerd
- 2006 : Niet gekwalificeerd
- 2007 : Poulefase
- 2011 : Niet gekwalificeerd
- 2013 : Gastland

## Selectie EK 2007
Selectie voor het EK 2007 op 05-06-2007
| Naam               | Club                       |
| ------------------ | -------------------------- |
| Doelmannen         |                            |
| Boris Klaiman      | Hapoel Tel Aviv            |
| Barak Levi         | Maccabi Haifa              |
| Verdedigers        |                            |
| Ofer Verta         | MS Ashdod                  |
| Ofir Davidzada     | Hapoel Beër Sjeva          |
| Ido Levy           | Maccabi Netanya            |
| Sari Falah         | Maccabi Haifa              |
| Taleb Twatiha      | Maccabi Haifa              |
| Adi Gotlieb        | Hapoel Akko                |
| Ben Vehava         | Hapoel Ironi Kiryat Shmona |
| Middenvelders      |                            |
| Marouane Kabha     | Hapoel Petach Tikwa        |
| Nir Biton          | MS Ashdod                  |
| Eyal Golasa        | Maccabi Haifa              |
| Zion Zemah         | Hapoel Petach Tikwa        |
| Ben Butbul         | MS Ashdod                  |
| Ahad Azam          | Hapoel Haifa               |
| Sintiyahu Solelich | Hapoel Akko                |
| Omri Altman        | Fulham FC                  |
| Gai Assulin        | Racing Santander           |
| Aanvallers         |                            |
| Mohammed Kalibat   | Bnei Sakhnin               |
| Firas Mugrabi      | Maccabi Netanya            |
| Moanes Dabour      | Maccabi Tel-Aviv           |
| Orr Barouch        | Chicago Fire               |

IFA · A-internationals · Kwalificatiewedstrijden · Bondscoaches · Statistieken · Israëlisch vrouwenelftal · Olympisch elftal · Israël U21 · Israël U20 · Israël U19 · Israël U18 · Israël U17 · Israël U16
1934 – 1939 · 
1940 – 1949 · 
1950 – 1959 · 
1960 – 1969 · 
1970 – 1979 · 
1980 – 1989 · 
1990 – 1999 · 
2000 – 2009 · 
2010 – 2019 ·
2020 − 2029
WK 1970
1934 · 
1935–1937 · 
1938 · 
1939 · 
1948 · 
1941–1947 · 
1948 · 
1949 · 
1950 · 
1951–1952 · 
1953 · 
1954 · 
1955 · 
1956 · 
1957 · 
1958 · 
1959 · 
1960 · 
1961 · 
1962 · 
1963 · 
1964 · 
1965 · 
1966 · 
1967 · 
1968 · 
1969 · 
1970 · 
1971 · 
1972 · 
1973 · 
1974 · 
1975 · 
1976 · 
1977 · 
1978 · 
1979 · 
1980 · 
1981 · 
1982 · 
1983 · 
1984 · 
1985 · 
1986 · 
1987 · 
1988 · 
1989 · 
1990 · 
1991 · 
1992 · 
1993 · 
1994 · 
1995 · 
1996 · 
1997 · 
1998 · 
1999 · 
2000 · 
2001 · 
2002 · 
2003 · 
2004 · 
2005 · 
2006 · 
2007 · 
2008 · 
2009 · 
2010 · 
2011 · 
2012 · 
2013 · 
2014 · 
2015 ·
2016 ·
2017 ·
2018 ·
2019 ·
2020 ·
2021 ·
2022 ·
2023
Albanië · 
Andorra ·
Argentinië ·
Armenië ·
Australië ·
Azerbeidzjan ·
België ·
Bosnië en Herzegovina ·
Brazilië ·
Bulgarije ·
Chili ·
Colombia ·
Cyprus ·
Denemarken ·
Duitsland ·
Engeland ·
Estland ·
Ethiopië ·
Faeröer ·
Filipijnen ·
Finland ·
Frankrijk ·
Georgië ·
GOS ·
Griekenland ·
Guatemala ·
Honduras ·
Hongarije ·
Hongkong ·
Ierland ·
IJsland ·
India ·
Iran ·
Italië ·
Ivoorkust ·
Japan ·
Joegoslavië ·
Kosovo ·
Kroatië ·
Letland ·
Liechtenstein ·
Litouwen ·
Luxemburg ·
Maleisië ·
Malta ·
Mexico ·
Moldavië ·
Montenegro ·
Myanmar ·
Nederland ·
Nieuw-Zeeland ·
Noord-Ierland ·
Noord-Macedonië ·
Noorwegen ·
Oekraïne ·
Oezbekistan ·
Oostenrijk ·
Pakistan ·
Polen ·
Portugal ·
Roemenië ·
Rusland ·
San Marino ·
Schotland ·
Servië ·
Singapore ·
Slovenië ·
Slowakije ·
Sovjet-Unie ·
Spanje ·
Taiwan ·
Thailand ·
Tsjechië ·
Turkije ·
Uruguay ·
Verenigde Staten ·
Wales ·
Wit-Rusland ·
Zambia ·
Zuid-Afrika ·
Zuid-Korea ·
Zuid-Vietnam ·
Zweden ·
Zwitserland
 Albanië ·  Andorra ·  Armenië ·  Azerbeidzjan ·  België ·  Bosnië en Herzegovina ·  Bulgarije ·  Cyprus ·  Denemarken ·  Duitsland ·  Engeland ·  Estland ·  Faeröer ·  Finland ·  Frankrijk ·  Georgië ·  Gibraltar ·  Griekenland ·  Hongarije ·  Ierland ·  IJsland ·  Israël ·  Italië ·  Kazachstan ·  Kosovo ·  Kroatië ·  Letland ·  Liechtenstein ·  Litouwen ·  Luxemburg ·  Malta ·  Moldavië ·  Montenegro ·  Nederland ·  Noord-Ierland ·  Noord-Macedonië ·  Noorwegen ·  Oekraïne ·  Oostenrijk ·  Polen ·  Portugal ·  Roemenië ·  Rusland ·  San Marino ·  Schotland ·  Servië ·  Slovenië ·  Slowakije ·  Spanje ·  Tsjechië ·  Turkije ·  Wales ·  Wit-Rusland ·  Zweden ·  Zwitserland
 Joegoslavië ·  DDR ·  Servië en Montenegro ·  Sovjet-Unie ·  Tsjecho-Slowakije